# Glyfáda
 (décembre 2010).
Si vous disposez d'ouvrages ou d'articles de référence ou si vous connaissez des sites web de qualité traitant du thème abordé ici, merci de compléter l'article en donnant les références utiles à sa vérifiabilité et en les liant à la section « Notes et références ».
Glyfáda (en grec moderne : Γλυφάδα) est une ville de Grèce située dans la banlieue d'Athènes. La ville compte, selon le recensement de la population de 2021, près de 90 000 habitants.

## Situation
Glyfáda se situe dans la banlieue sud d'Athènes, agglomération d'environ 4 millions d'habitants.
C'est la deuxième ville du district régional d'Athènes-Sud après Kallithéa.
Glyfáda a une superficie de 25,366 km2 et est située sur la riviera d'Athènes.

## Démographie
| 1981   | 1991   | 2001   | 2011   |
| ------ | ------ | ------ | ------ |
| 44 018 | 63 306 | 80 409 | 87 305 |

| 2021   | - | - | - |
| ------ | - | - | - |
| 89 597 | - | - | - |

## Sport
Le club principal de la ville est le club omnisports de Athletikós Naftikós Ómilos Glyfádas. Il est surtout développé dans le basket-ball et le water-polo.
L'Athletikós Naftikós Ómilos Glyfádas a été une fois champion de Grèce de basket-ball féminin (2001). Un autre club de Glyfáda a été champion de Grèce en basket-ball : l'Esperídes Glyfáda deux fois champion de Grèce (2006, 2008).
Au water-polo, l'Athletikós Naftikós Ómilos Glyfádas a été deux fois champion d'Europe chez les femmes (2000, 2003). Le club masculin a lui été 4 fois champion de Grèce.

## Jumelages
| Ville | Ville    | Pays | Pays      |
| ----- | -------- | ---- | --------- |
|       | Gżira    |      | Malte     |
|       | Niš      |      | Serbie    |
|       | Rockdale |      | Australie |
|       | Vidnoïe  |      | Russie    |

## Personnalités liées à la commune
- Béssy Argyráki, chanteuse grecque
- Ánna Diamantopoúlou, ancienne ministre de l'Éducation
- Predrag Đorđević, footballeur serbe
- Evrydíki, chanteuse grecque
- Eléni Fouréira, chanteuse grecque
- Tákis Fýssas, footballeur grec
- Michális Chatzigiánnis, artiste chypriote grec
- Kalomira, chanteuse pop
- Yórgos Karagoúnis, footballeur grec
- Giórgos Mazonákis, chanteur grec
- Fáni Pálli-Petraliá, ancien ministre grec du Tourisme
- Aléxandros Panagoúlis, homme politique et poète grec
- Élena Paparízou, chanteuse pop et gagnante de l'Eurovision
- Antónis Rémos, chanteur grec
- George Baldock, footballeur grec
- Peja Stojaković, joueur retraité de la NBA originaire de Serbie